# Downsiomyia lactea
Downsiomyia lactea is een muggensoort uit de familie van de steekmuggen (Culicidae). De wetenschappelijke naam van de soort is voor het eerst geldig gepubliceerd in 1946 door Knight.